# برادويل (ساسكاتشوان)
برادويل (بالإنجليزية: Bradwell, Saskatchewan)‏ هي قرية تقع في كندا في ساسكاتشوان. يقدر عدد سكانها بـ 182 نسمة ومساحتها 0.42 كم2 .